# Пхеньян
Пхенья́н (кор. 평양?, 平壤?, Пхёнъян) — столица и крупнейший город КНДР. Является административным, культурным и историческим центром страны.
В 1946 году город был выведен из состава провинции Пхёнан-Намдо и получил статус города прямого подчинения — административный статус уровня провинции. 

## Этимология
Слово «Пхеньян» (по системе Концевича транскрибируется на кириллицу как Пхёнъян) на корейском языке происходит от основ «пхён» «равнина» и «ян» «море», то есть, «приморская равнина».

## География
Город расположен на берегах реки Тэдонган (Тэдон) неподалёку от её впадения в Жёлтое море. Другая река, протекающая через город, — Потхонган.
Образует отдельную административную единицу со статусом провинции.
Численность населения современного Пхеньяна с пригородами превышает 4 млн человек. Абсолютное большинство жителей — корейцы. Почти все жители города говорят на корейском языке.

### Климат
Климат в городе — муссонный с резким проявлением различных времён года и чётким разграничением сезонов засухи и дождей. Хотя Корея расположена в низких широтах и с трёх сторон окружена морскими бассейнами, её климат более суров, чем в ряде стран, расположенных в той же широте. Зимой мощные потоки холодного сухого воздуха, идущие из Забайкалья и Монголии, приносят на Корейский полуостров сухую ясную погоду и мороз. Летом территория страны находится под воздействием океанических воздушных масс, приносящих обильную атмосферную влагу. В течение трёх летних месяцев выпадает 50—60 % годовых норм осадков. Среднегодовая температура — +11,0 °C. Средняя температура наиболее холодного месяца (январь) — около −6 °C, самого жаркого (август) — около +25 °C. За год выпадает в среднем 933 миллиметра осадков.
По сравнению с Сеулом климат Пхеньяна более прохладный, а осадков выпадает несколько меньше.
| Показатель                                          | Янв.  | Фев.  | Март  | Апр. | Май  | Июнь | Июль  | Авг.  | Сен. | Окт. | Нояб. | Дек.  | Год   |
| --------------------------------------------------- | ----- | ----- | ----- | ---- | ---- | ---- | ----- | ----- | ---- | ---- | ----- | ----- | ----- |
| Абсолютный максимум, °C                             | 12    | 17,3  | 22,5  | 29,1 | 34,0 | 35,8 | 36,9  | 37,9  | 33,5 | 30   | 26,0  | 15    | 37,9  |
| Средний суточный максимум, °C                       | −1    | 3,0   | 9,6   | 17,5 | 23,5 | 27,5 | 29,1  | 29,7  | 25,5 | 18,6 | 9,5   | 1,3   | 16,4  |
| Средняя температура, °C                             | −5,5  | −2    | 4,0   | 11,3 | 17,5 | 22,0 | 24,6  | 25,0  | 20,2 | 13,0 | 4,6   | −3    | 11,0  |
| Средний суточный минимум, °C                        | −10,6 | −6,6  | −1    | 6,0  | 12,0 | 17,5 | 21,6  | 21,5  | 15,5 | 7,5  | 0,5   | −6,6  | 6,5   |
| Абсолютный минимум, °C                              | −26,5 | −23,4 | −16,1 | −6,1 | 2,2  | 7    | 11    | 12,0  | 3,6  | −6   | −14   | −22,8 | −26,5 |
| Норма осадков, мм                                   | 9,6   | 14,4  | 24    | 44,4 | 76   | 90,3 | 275,5 | 209,6 | 90,8 | 47,2 | 38,8  | 18    | 936,6 |
| Источник: Корейская метеорологическая администрация |       |       |       |      |      |      |       |       |      |      |       |       |       |

## История

### Хронология
По легенде, Пхеньян был основан в 2334 году до нашей эры под названием Вангомсон (кор. 왕검성?, 王儉城?) и был столицей древнекорейского государства Кочосон. Однако эта дата является спорной и не признаётся многими историками, которые считают, что город был основан в начале нашей эры.
В 108 году до н. э. династия Хань завоевала Кочосон, основав на его месте несколько военных округов. Столица одного из них, округа Наннан (락랑국), была основана возле современного Пхеньяна. Наннан был одной из преобладающих сил в регионе до тех пор, пока не был завоёван в 313 году набирающим силы государством Когурё.
В 427 году ван Когурё перенёс в Пхеньян столицу государства. В 668 году корейское государство Силла в союзе с китайской династией Тан завоевала Когурё. Город вошёл в состав Силла, оставаясь на границе с северным соседом — Бохай (по-корейски — Пархэ или Пальхэ). На смену Силла пришла династия Корё. В этот период Пхеньян усилил своё влияние и был переименован в Согён (서경; 西京; «Западная столица»), хотя, на самом деле, столицей Корё Пхеньян никогда не был. В эпоху династии Чосон был столицей провинции Пхёнандо, а с 1896 года и до конца японского колониального правления был столицей провинции Пхёнан-Намдо.
В 1945 году Корея стала независимой и Пхеньян попал в зону влияния Советского Союза, став временной столицей образованного на севере Корейского полуострова государства КНДР (постоянной столицей тогда считался Сеул, «временно» отделённый от страны). Во время Корейской войны город значительно пострадал в результате воздушных бомбардировок; с октября по декабрь 1950 года был занят войсками ООН. После войны был быстро восстановлен.

### Исторические названия
За свою историю Пхеньян сменил множество названий. Одним из них было Рюгён (류경, 柳京), или «ивовая столица», так как в то время по всему городу росло множество ив, что нашло отражение в средневековой корейской литературе. В настоящее время в городе также растёт множество ивовых деревьев, а слово «Рюгён» часто встречается на карте города (см. гостиница Рюгён). Другими названиями города в разные времена были Кисон, Хвансон, Наннан, Согён, Содо, Хогён, Чанан. Во время японского колониального правления город был известен под названием Хэйдзё (японское произношение китайских иероглифов 平壌 в названии Пхеньяна, записанном с помощью ханча).

## Административное деление
Пхеньян разделён на 19 округов (구역 куёк), 2 уезда (군 кун) и один непосредственно подчинённый городу квартал Панхёндон. Их русифицированные названия приведены ниже вместе с названиями на чосонгыле и ханче:
Округа:
- Мангёндэ-гуёк (만경대구역, 萬景台區域)
- Моранбон-гуёк (모란봉구역, 牡丹峰區域)
- Потхонган-гуёк (보통강구역, 普通江區域)
- Пхёнчхон-гуёк (평천구역, 平川區域)
- Наннан-гуёк (락랑구역, 樂浪區域)
- Йокпхо-гуёк (력포구역, 樂浪區域)
- Йонсон-гуёк (룡성구역, 龍城區域)
- Садон-гуёк (사동구역, 寺洞區域)
- Самсок-куёк (삼석구역, 三石區域)
- Сонгё-гуёк (선교구역, 船橋區域)
- Сосон-гуёк (서성구역, 西城區域)
- Сунан-гуёк (순안구역, 順安區域)
- Тондэвон-гуёк (동대원구역, 東大院區域)
- Тэдонган-гуёк (대동강구역, 大同江區域)
- Тэсон-гуёк (대성구역, 大城區域)
- Хвасон-гуёк (화성구역, 和盛區域)
- Хёнджесан-гуёк (형제산구역, 兄弟山區域)
- Чун-гуёк (중구역, 中區域)
- Ынджон-гуёк (은정구역, 恩情區域)

Уезды:
- Кандон (강동군, 江東郡)
- Каннам (강남군, 江南郡)

## Экономика
Наряду со специальными регионами страны (Синыйджу и Кэсоном), Пхеньян является экономическим центром КНДР.
Одним из промышленных предприятий столицы является завод по выпуску подвижного состава для железных дорог — Локомотивный завод Ким Чхонтхэ. Также в городе находятся Пхеньянский текстильный комбинат и Пхеньянский троллейбусный завод.
Работает также «Пхеньянская фабрика жевательной резинки» (кор. 평양 껌 공장), которая была основана в октябре 2003 года; производственная площадь составляла 4400 м². Фабрика располагалась на земельном участке площадью 11 900 м² в районе Раллан. Её годовая производственная мощность составляла 1200 тонн. В 2008 году завод переехал на новое место в центральный район Пхеньяна.

## Розничная торговля
В Пхеньяне располагается несколько крупных универмагов, в том числе универсальный магазин «Потхонган», Пхеньянский универмаг № 1, Пхеньянский универмаг № 2, универмаг «Кванбок», универмаг «Рагвон» и Пхеньянский детский универмаг.
В городе также функционирует сеть государственных магазинов «Хвангымболь», где товары продаются по ценам ниже, чем на сельскохозяйственных рынках «чанмадан».

## Транспорт
В городе действует Пхеньянский метрополитен с двумя линиями, имеющий общую длину 22,5 км. Пхеньянское метро сдано в эксплуатацию 6 сентября 1973 года. Станции просторные, колонны отделаны мрамором, на стенах большие мозаичные картины, росписи, рельефные изображения, показывающие жизнь и природу в Корее. В настоящее время имеются две линии и шестнадцать станций. Метро — глубокого заложения. Вагоны метро — двух типов: западно-германского производства серии D (1957—1965 годов выпуска), эксплуатирующиеся с 1999 года, и китайские модели DK4 (1972—1973 гг. выпуска), эксплуатирующиеся с года основания (1973 год). С 1997 по 2001 год эксплуатировались вагоны серии Gi производства ГДР 1970-х и 1980-х годов выпуска. Особенностью пхеньянского метрополитена является освещение эскалаторных шахт не люстрами или вертикальными светильниками, а светящимися стенками эскалатора. В торце каждого вагона — портреты Ким Ир Сена и Ким Чен Ира.
Также в городе действует троллейбусный и трамвайный транспорт. Троллейбусное движение было открыто 30 апреля 1962 года. Трамвайное движение существовало до Корейской войны 1950—1953, после которой трамвай не восстанавливался. Современная трамвайная система Пхеньяна была построена «с нуля», трамвайное движение открылось спустя почти три десятилетия после пуска троллейбуса, 12 апреля 1991 года.
Количество личных автомобилей, по сравнению с большинством мировых столиц, небольшое, хотя официальные лица используют большой парк лимузинов Mercedes-Benz.
Имеется государственная авиакомпания Air Koryo, осуществляющая полёты из аэропорта Сунана в Пекин (PEK), Шэньян (SHE), Бангкок (BKK) и Владивосток (VVO). Действуют также непостоянные чартерные рейсы в Макао (MFM), Инчхон (ICN), Янъян (YNY) и некоторые японские города. Air Koryo также обслуживает несколько внутренних рейсов.
Международное железнодорожное сообщение действует между Пхеньяном и столицами Китая и России, а также Хабаровском. Дорога до Пекина занимает 25 часов 25 минут (2-3 беспересадочных вагона, следующих на участке Пекин — Даньдун с поездом K27/K28, на участке Даньдун — Пхеньян с северокорейским поездом по понедельникам, средам, четвергам и субботам); дорога до Москвы занимает 7 суток, причём проезд на поезде в Россию с 2011 года разрешён только гражданам КНДР, выезжающим на работу в Россию.

## Туризм
Ввиду почти полной изоляции страны от остального мира туризм в Пхеньяне развит слабо. Бо́льшая часть туристов приезжает из Китая. Для получения визы в КНДР необходимо подать заявление в официальном дипломатическом или туристическом представительстве КНДР не ранее, чем за 20 дней до отправления. В особых случаях визу можно получить на переходном пункте на границе с КНДР. Туристическую визу, в общем случае, может получить любой желающий, за исключением журналистов (они должны подавать документы на специальную визу для журналистов), жителей США и Южной Кореи.
До 2013 года был запрещён ввоз в страну мобильных телефонов. В 2014 году этот запрет был снят.
С 2024 года российская молодёжная организация «Движение первых» отправляет небольшие группы людей в Пхеньян, желающих посетить северокорейский «Артек». Девятого февраля в КНДР, для посещения горнолыжного курорта, прибыла туристическая группа из 100 человек.

## Культура
Пхеньян является культурной столицей КНДР. Здесь располагаются все ведущие заведения культуры страны, отсюда осуществляется культурный обмен с другими странами. В частности, в ноябре 2005 года в Пхеньяне представителями правительства КНДР и российского посольства был подписан «План культурного и научного обмена на 2005—2007 гг. между правительствами КНДР и РФ». Среди населения ведётся активная пропаганда национальной культуры и искусства. Был даже создан НИИ корейской национальной музыки и хореографии (НИИКНМХ), который находится в Пхеньянском международном доме культуры.
В городе функционирует несколько заведений культуры. Среди них можно отметить:
- Театр Моранбон — первый театр, построенный в стране после Второй мировой войны. В декабре 2004 года по личному указанию Ким Чен Ира[12] началась реконструкция театра, закончившаяся в 2005 году.
- Пхеньянский культурно-выставочный комплекс, открытый в 1998 году. Здесь проходят выставки художников и фотохудожников, а также книжных новинок, начиная от древних буддийских текстов и заканчивая работами Ким Ир Сена и Ким Чен Ира. Также в этом комплексе расположены экспозиции корейского прикладного искусства — гончарные изделия, вышивка, мозаика и др.
- Государственный симфонический оркестр Кореи, созданный в августе 1946 года. В репертуар входят в основном национальные произведения (патриотические и прославляющие вождей страны) и классика из русской оперы и балета[13]. Всего в программе оркестра более 140 музыкальных произведений.
- Художественный театр Мансудэ.
- Дом культуры «25 апреля».
- Пхеньянский Большой театр.
- Восточнопхеньянский Большой театр.
- Центральный дом молодёжи.
- Художественный театр Понхва.
- Центральный зоопарк Пхеньяна.
- Пхеньянский цирк
- Цирк Народной Армии.
- Народный дворец учёбы.
- Пхеньянский международный дом культуры.
- Пхеньянский международный кинотеатр.
- Музей Корейской Революции.
- Музей Победы в Отечественной освободительной войне.
- Выставка достижений трёх революций.
- Павильон кимирсений и кимченирий.
- Корейская художественная галерея.
- Центральный исторический музей Кореи.
- Этнографический музей Кореи.
- Пхеньянский железнодорожный музей

## Достопримечательности
Во время Корейской войны (1950—1953) город сильно пострадал и впоследствии был почти полностью перестроен. Новая планировка предусматривала более широкие улицы, большое количество памятников и монументальных сооружений. Архитектура города во многом напоминает архитектуру советского типа.
Самое высокое здание в городе — гостиница Рюгён высотой 332 м (105 этажей), общая площадь помещений которой — 360 тыс. м². Строительство этой гостиницы, начатое в 1987 году и приостановленное в 1990-е годы, с 2008 года продолжается при участии иностранных компаний.
15 апреля 1961 года по случаю 49-летия Ким Ир Сена на улице Чхильсонмунгори был открыт монумент «Чхоллима» (букв.: «Конь тысяч ли»), по замыслу скульпторов, символизирующий волю народа к эпохальным достижениям в области строительства социализма, движению «темпами Чхоллима» к процветанию своей Родины. Высота монумента — 46 метров, высота самой скульптуры — 14 метров. Коня оседлал рабочий, держащий в руках «Красное письмо» от Центрального Комитета Трудовой партии Кореи, и крестьянка. Передние копыта коня устремлены в небо, а задними он как бы отталкивается от облаков.
По случаю 70-летия Ким Ир Сена, в апреле 1982 года была открыта Триумфальная арка. Высота ворот — 60 метров, ширина 52,5 метра. Высота арки — 27 метров, ширина — 18,6 метра. На воротах высечены слова «Песни о полководце Ким Ир Сене» и даты «1925» и «1945», обозначающие год «вступления Ким Ир Сена на путь возрождения Родины» и год его «триумфального возвращения на Родину» после её освобождения от японцев (15 августа 1945 года).
Также к 70-летию Ким Ир Сена на берегу реки Тэдонган был открыт Монумент идей Чучхе (высота — 170 метров). На лицевой и тыльной стороне монумента находятся золотые буквы, сложенные в слово «Чучхе». На вершине столба — факел высотой 20 метров, который символизирует «великое и немеркнущее торжество идей чучхе». В тёмное время суток при помощи подсветки имитируется огонь. Перед столбом стоит 30-метровая скульптурная группа: рабочий с молотом, крестьянка с серпом и интеллигент с кистью. Перекрещивающиеся молот, серп и кисть являются эмблемой Трудовой партии Кореи. На задней стороне постамента в нише находится стена, собранная из более чем двухсот мраморных и гранитных плит, присланных главами многих стран мира и известными политическими деятелями.
Одно из самых известных мест в Пхеньяне — площадь имени Ким Ир Сена. Здесь проводятся парады Корейской народной армии, демонстрации, массовые гимнастические и танцевальные представления в дни государственных праздников.
В самом центре Пхеньяна, на холме Мансудэ (где раньше находилась Пхеньянская крепость) расположен монументальный скульптурный ансамбль, так называемый «Большой монумент», известный прежде всего 70-метровой скульптурой Ким Ир Сена. Открыт в апреле 1972 года по случаю шестидесятилетия вождя. Любопытно, что стоящий Ким Ир Сен указывает рукой «в светлое завтра», на юг, в сторону Сеула. За бронзовой статуей находится Музей Корейской революции, открытый в том же году, на стене которого — огромное мозаичное панно горы Пэктусан. Его длина — 70 метров, высота — около 13. Панно символизирует революционные традиции, так как на горе Пэктусан, расположенной на границе с Китаем, по преданиям, находилась Ставка командования, где в годы антияпонской борьбы жил и работал Ким Ир Сен.
В 2012 году «Большой монумент» подвергся капитальной перестройке. Статую Ким Ир Сена «переодели» из френча и шинели в костюм с галстуком и пальто, выражение лица со спокойного изменили на улыбающееся, появились очки. Обновлённый монумент олицетворяет постаревшего Ким Ир Сена. По левую руку от статуи Ким Ир Сена появился новый монумент чуть поменьше — памятник его сыну Ким Чен Иру, также жизнерадостно смеющемуся. Торжественное открытие состоялось 13 апреля 2012 года, накануне дня рождения Ким Ир Сена — одного из важнейших праздников в КНДР.
3 ноября 2015 года между Пхеньянским железнодорожным вокзалом и рекой Тэдонган была открыта улица учёных «Мирэ», на которой расположена башня Мирэ Унха.
8 февраля 2018 года на площади имени Ким Ир Сена состоялся парад и митинг, посвящённый 70-й годовщине со дня основания Корейской народной армии, за день до официальной церемонии открытия Олимпийских игр в Южной Корее.
В Пхеньяне также расположены несколько Башен бессмертия, обелисков, установленных в память о Ким Ир Сене и Ким Чен Ире по всей территории КНДР и за её пределами. Монументы располагаются на улицах Кумсон, Сынни, Сэсаллим и Кванбок.
Другие известные архитектурные достопримечательности Пхеньяна — Монумент основания Трудовой партии Кореи, Монумент «Освобождение», построенный после Второй мировой войны, и Арка Воссоединения, снесённая в феврале 2024 года.

## Образование
Пхеньян является крупнейшим научно-образовательным центром страны, здесь находятся:
- Академия наук КНДР
- Университет имени Ким Ир Сена;
- Политехнический университет имени Ким Чхэка;
- Институт лёгкой промышленности имени Хан Док Су.

## Спорт
Спортивные сооружения Пхеньяна включают в себя два стадиона, являющихся одними из крупнейших в мире — «Стадион имени Ким Ир Сена» — 70 000 зрителей, 48-й по вместимости в мире, и «Стадион Первого мая» — 2-й  самый большой в мире, вместимостью в 150 000 зрителей.

## СМИ
Телеканалы:
- «Центральное телевидение КНДР»;
- «Рённамсан»;
- «Мансудэ»;
- «Спорт».

Радиостанции:
- FM — 93,8; 105,2; 106,5 МГц;
- СВ — 657; 819; 1368 кГц;
- КВ — 3,205; 3,25; 3,945; 4,557; 5,905 МГц[16][17]

Газеты:
- «Новости Пхеньяна»;
- «Пхёнъян синмун».

## Города-побратимы
- Катманду, Непал[18]
- Москва, Россия
- Тяньцзинь, Китай[19]

## Галерея
- Арка воссоединения (снесена в феврале 2024 г.)
- Мемориальное кладбище революционеров на горе Тэсон
- Кымсусанский мемориальный дворец — мавзолей Ким Ир Сена и Ким Чен Ира
- Станция метро «Пухын» («Возрождение»)
- Монумент Чхоллима
- Триумфальная арка
- Пхеньянская телебашня
- Жилые районы Пхеньяна